# Venus (Rumänien)
Venus ist ein Sommererholungsort im Kreis Constanța. Er liegt an der rumänischen Schwarzmeerküste, rund 3 km nördlich von Mangalia am Drum național 39D.